# Conta conta
Conta conta es una especie de peces de la familia Erethistidae en el orden de los Siluriformes.

## Morfología
• Los machos pueden llegar alcanzar los 7,8 cm de longitud total.

## Hábitat
Es un pez de agua dulce y de clima tropical (18 °C-28 °C).

## Distribución geográfica
Se encuentran en Asia: la India  y Bangladés.